# 新店坪镇
新店坪镇是湖南省怀化市芷江侗族自治县下属的一个镇，也是该县西部的中心城镇和邻近数县的物资集散地。人口17933（2000年人口普查），全镇面积96.8平方公里。

## 历史
新店坪镇民国期间曾称“便水乡”，中国工农红军长征途径此地，并与国军发生遭遇战，即便水战役。1984年升格为镇。

## 行政区划
下辖新店坪镇居委会和田家坪、沈家坪、黄双坪、宝龙山、长田溪、白马铺、陈家坳、一里街、水上、新田、白吉冲、杉木坳、荷叶塘、岩禾塘、牛坪、船板溪、桐木元、莫家溪18个村委会。